# Tristanakkord (Roman)

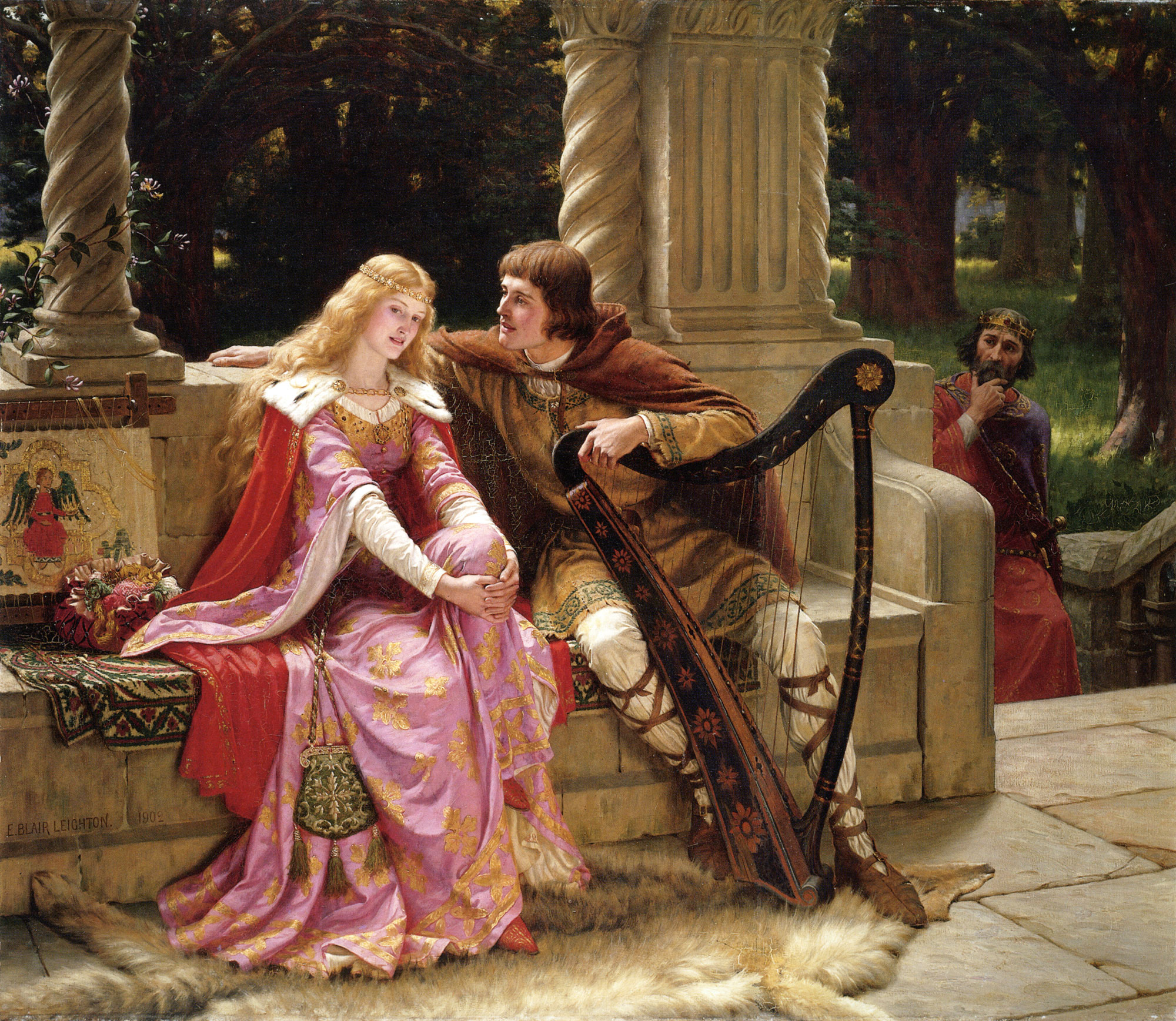
Edmund Blair Leighton, Tristan und Isolde, 1902

Der Roman Tristanakkord von Hans-Ulrich Treichel schildert Begegnungen des jungen Literaturwissenschaftlers Georg Zimmer mit dem berühmten Komponisten Bergmann, der ihn – wie seine gesamte Umwelt – immer stärker auszunutzen beginnt. Der Roman ist eine Parodie auf die Götzen des klassischen Kulturbetriebs und ihre substanzlosen Bewunderer.

## Inhalt

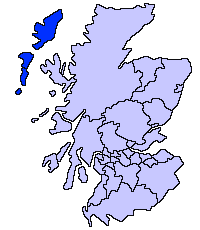
Lage der Hebriden in Schottland

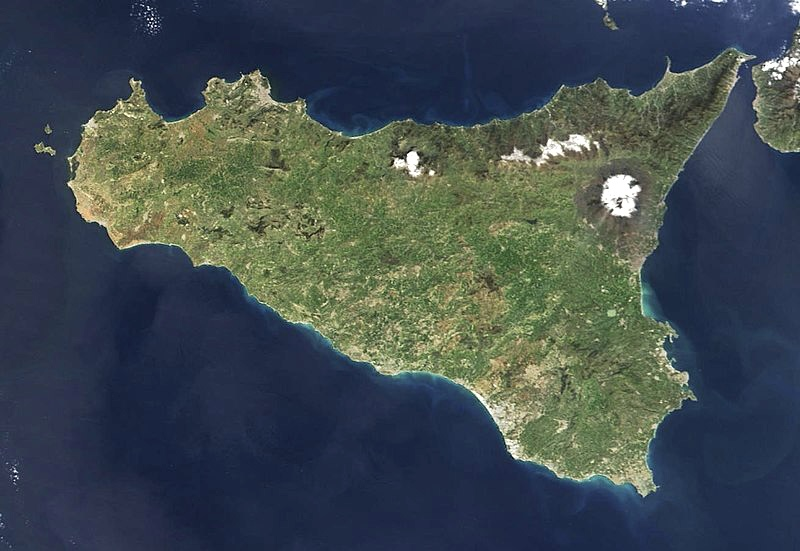
Sizilien, Luftaufnahme

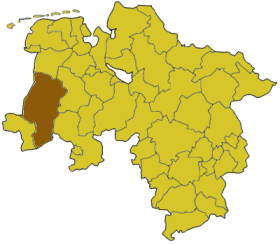
Das Emsland, Lage in Niedersachsen

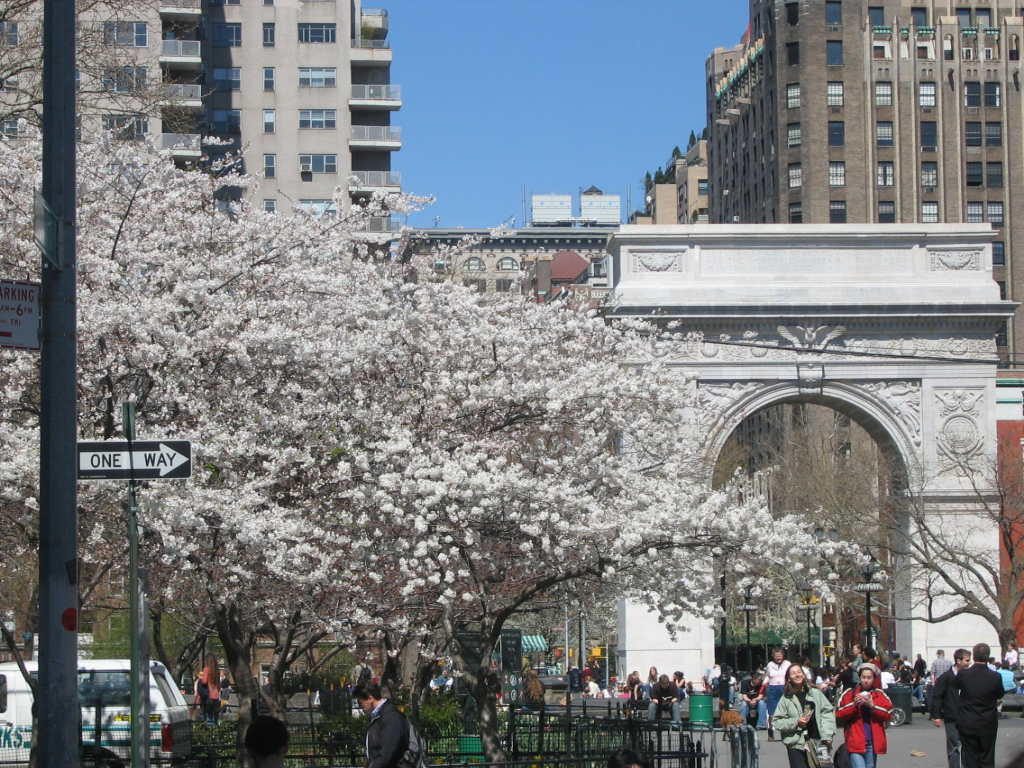
Washington Square, New York

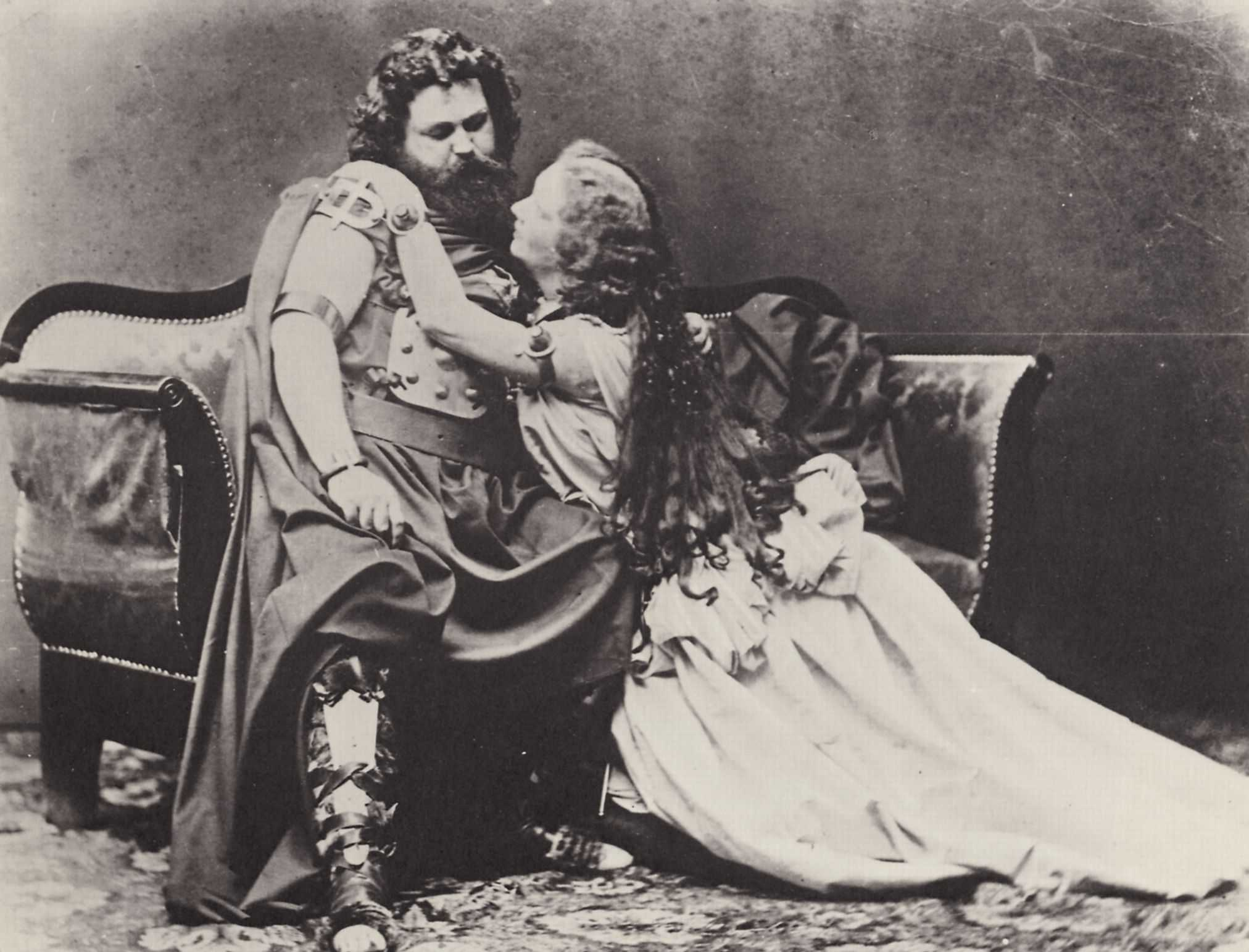
Joseph Albert: Ludwig und Malwine Schnorr von Carolsfeld als »Tristan und Isolde« der Münchner Uraufführung, 1865

Durch Zufall erhält Georg Zimmer den Auftrag, das Manuskript der Autobiographie des berühmten Komponisten Bergmann, „einer Art Brahms oder Beethoven unserer Tage“, zu korrigieren. Er reist nach Schottland, um im Feriendomizil des Stars auf einer einsamen Insel der Hebriden mit der Arbeit zu beginnen. Georg begegnet einem Menschen, der unermüdlich komponiert, gleichzeitig aber auch seltsame Verhaltensweisen auslebt, trinkt, intrigiert und seine Umwelt rückhaltlos für seine Projekte einspannt. Als die Korrektur der Memoiren gelingt, lädt Bergmann Georg zur Weiterarbeit nach New York ein, wo Bergmanns jüngstes Werk uraufgeführt wird. Der unbedarfte Georg begegnet der großen Welt der High Society, bewegt sich unsicher in Hotelsuiten, Limousinen und auf Banketten und verliebt sich aussichtslos und aus der Ferne in Mary, die Tochter eines berühmten Dirigenten. Er erlebt die seltsame Mischung aus Genialität und Eitelkeit, die den berühmten Komponisten Bergmann auszeichnet, aus nächster Nähe.
Bergmann findet Gefallen an dem schüchternen Georg und als er von dessen lyrischen Versuchen hört, will er ihn als Dichter einer Hymne für seine nächste Komposition gewinnen. In der luxuriösen Villa Bergmanns auf Sizilien sucht Georg vergeblich nach eigenen Gedanken und rettet sich mit der Umkehr eines Gedichts von Georg Heym ins Gegenteil. Bergmann durchschaut den hilflosen Betrug schnell, Georgs Versuch, am Ruhm Bergmanns zu partizipieren, scheitert schnell.

## Literarische Form
Hans-Ulrich Treichel erzählt personal aus der Perspektive des Antihelden Georg Zimmer, eines unbedarften Literaturwissenschaftlers aus dem fiktiven Ort Emsfelde im Emsland, der sich nach Anerkennung in Wissenschaft und Kunst sehnt, aber nicht viel mehr zu bieten hat als Fleiß und Phrasen.
Leitmotiv des Romans ist in diesem Zusammenhang der Tristan-Akkord Richard Wagners. Selbstkritisch schildert Georg Zimmer seine Versuche, beim Hören klassischer Musik in unregelmäßigen Abständen „Der Tristanakkord“ zu hauchen und dadurch Kennerschaft zu mimen, bis er, frisch verliebt, an eine musikalisch beschlagene Kommilitonin geraten sei, die ihn darauf mit den Worten „So geht das nicht.“ verlassen habe. Der gescheiterte Versuch, mit einer Phrase und entsprechendem Gestus Kennerschaft im kulturellen Feld vorzutäuschen, ist paradigmatisch für Zimmers Verhalten sowohl im Bereich der Literaturwissenschaft, als auch in den Bereichen der Dichtung und der Musik. 
Sein Dissertationsprojekt zum Vergessen in der Literatur beruht weder auf echtem Interesse, noch auf Fachwissen. Es ist ein bloßes Konstrukt, der Versuch, dem abgegrasten Motiv der Erinnerung aus dem Wege zu gehen und doch das Interesse an diesem Thema wirksam zu nutzen. Er nähert sich seinem Thema durch reine Fleißarbeit, indem er Texte nach dem Begriff „Vergessen“ durchsucht. Analog zum Tristanakkord versucht er bei der ersten Begegnung mit Bergmann, diesen durch Kenntnis der griechischen Mythologie zu beeindrucken: Um Lethe gehe es in seiner Dissertation, nicht um Mnemosyne, ein Bonmot seines Doktorvaters. Als Bergmann kenntnisreich auf der mythologischen Ebene antwortet, versteht der verwirrte Georg kein Wort.
Der Roman entwickelt seine Spannung aus einigen zentralen Gegensätzen: Georgs Welt der Mittelmäßigkeit und der Anpassung steht die Welt des Klassikstars Bergmann gegenüber, das Emsland und das Sozialamt Berlin-Kreuzberg treffen auf England, New York, Sizilien. Zwischen diesen Welten findet Kommunikation nur als Missverständnis statt. Der Abstand ist zu groß, als dass Georg aus der Erfahrung der Gegensätze eine Entwicklung generieren könnte. 
Die ironische Spannung des Werks entsteht zum Teil daraus, dass aus der Perspektive Georgs berichtet und wahrgenommen wird, diese Figur zugleich aber immer wieder bloßgestellt wird.

„Stellvertretend demonstriert es die Nacherzählung von Georgs musikalischen Vorlieben. Nach einem quälenden Beginn auf der Blockflöte entdeckte er das rebellische Potenzial der Gitarre beziehungsweise bald schon der einfacher zu spielenden »Luftgitarre«. Doch abrupt hängt er diese an den Nagel, um sich fortan mit dem Klavier abzumühen.“

Die Folie zu diesem Scheitern sei – so einige Rezensenten – die Perspektive des kulturell kompetenten Autors, der etwa die literaturwissenschaftlichen Bemühungen vor dem Hintergrund persifliere, dass Treichel selbst „dazu eine gescheite Arbeit abfassen würde“.
Die Geschichte des Versagens, der Enttäuschungen und Sehnsucht nach Anerkennung wird ganz leise und undramatisch erzählt. Die leitmotivisch eingesetzten Bruchstücke der großen Kultur wie etwa der Tristanakkord, bei Wagner selbst musikalisches Leitmotiv, werden nicht zum Kontrapunkt zum Banausentum, da sie selbst nur aus der Sicht des Dilettanten Georg beschrieben werden. Auch bleibt der Antiheld Georg bei allen Enttäuschung emotional beherrscht, seine Strategie der Selbstdistanz und Verdrängung funktioniert auch in Krisen. Die Tiefendimension kann nur der Leser selbst beisteuern.

„Längst hat der Leser den mahnenden Finger erhoben, während Treichel seine Hauptfigur noch immer durch Augen blicken lässt, die geprägt sind von verschwommener Naivität.“

## Rezeption
Der Mehrzahl der Rezensenten erscheint der Roman schwächer als sein Vorgänger „Der Verlorene“, dessen Brillanz ihm abgehe, als „solide, aber nicht aufregend“. Der Kritik fehlen anscheinend emotionale Intensität und große Ereignisse.
Dennoch gibt es auch positive Würdigungen. So lobt Katharina Iskandar den Roman in ihrer Rezension „Die tiefe Sehnsucht nach Erfolg“ als „Blick in die menschliche Psyche“, als „Hommage an die Würde des Menschen“. Der Blick „in die Abgründe einer gescheiterten Existenz“ demonstriere die Folgen einer Überanpassung an die Normen der Gesellschaft.
Kontrovers diskutiert wird die Figur des Komponisten Bergmann. Während Beat Matzenauer im Freitag die Kombination aus Eitelkeit und Genie interessant finden, halten andere die Figur für unglaubwürdig. Sie erinnere eher an einen der Dirigentenstars, der Weg der Komponisten moderner E-Musik sei nicht in diesem Maße mit Ruhm und Geld gepflastert.
Allgemein gelobt wird der Stil Treichels. Stephan Ramming erinnert Hans-Ulrich Treichels Roman an Thomas Bernhard, Hans-Rainer John schreibt, Treichel habe „ein humoriges Buch geformt, elegant und witzig, locker geschrieben in einem Zuge, ohne Kapitelunterteilung, fast ohne Absatz. Ein Buch, das man leicht und schnell liest, das unterhält und amüsiert, ein luftiges Gespinst, das man genießt wie Cremespeise.“. Aber auch John formuliert zuletzt Kritik:

„Warum bleibt der Leser so fröhlich distanziert? Vielleicht, weil außer Bergmann und Zimmer keine Figur plastisch wird (bei Mary und bei David, dem Sekretär, wird viel verschenkt), die Schaffenskraft Bergmanns so krisenlos sprudelt, Erfolg und Ruhm als statische Größe erscheinen und nicht als erworben, umkämpft und ständig bedroht, die Musik überhaupt im Grunde nebensächlich bleibt, weder Art und Qualität der Memoiren Bergmanns noch die Korrekturen Georgs daran eine Rolle spielen, kein Problem je wirklich existentiell wird und viele Details, die ausführlich behandelt werden, so alltäglich und zufällig sind.“

## Sekundärliteratur
- Gerhard Henschel: Emsfelde regiert. Der Erzähler Hans-Ulrich Treichel. In: Merkur. Jg. 57, Heft 648 (April 2003), S. 344–347.
- Katharina Iskandar: Die tiefe Sehnsucht nach Erfolg. Hans-Ulrich Treichels Hommage an die Würde des Menschen. Auf: literaturkritik.de. Jg. 2, Nr. 6 (Juni 2000).
- Hans-Rainer John: Irrfahrten eines schüchternen Doktoranden. In: Berliner LeseZeichen. Jg. 8, Nr. 12 (2000).
- Beat Mazenauer: Gebändigt Unerfüllt. Hans-Ulrich Treichels neuer Roman ‚Tristanakkord‘ ist solide, aber nicht aufregend. In: Freitag. 25. Februar 2000.
- Stephan Ramming: Tristanakkord. Rezension. In: Die Wochenzeitung, 17. Februar 2000.
- Stefan Wieczorrek: Das Schlucken im Hals heißt Emsfelde. Auf: wortlaut.de. 2000.

## Text
- Hans-Ulrich Treichel: Tristanakkord. Roman. Suhrkamp, Frankfurt am Main 2000, ISBN 3-518-41127-6.